# Ageratinastrum
Ageratinastrum je biljni rod iz porodice glavočika smješten u podtribus Erlangeinae.

## Vrste
Postoje četiri priznate vrste trajnica u tropskoj Africi:
1. Ageratinastrum katangense Lisowski
2. Ageratinastrum lejolyanum (Adamska & Lisowski) Kalanda
3. Ageratinastrum palustre Wild & G.V.Pope
4. Ageratinastrum polyphyllum (Baker) Mattf.